# (7537) Solvay
(7537) Solvay ist ein Asteroid des äußeren Hauptgürtels, der am 17. April 1996 vom belgischen Astronomen Eric Walter Elst am La-Silla-Observatorium (IAU-Code 809) der Europäischen Südsternwarte in Chile entdeckt wurde.
Der Asteroid wurde zu Ehren des belgischen Chemikers und Unternehmers Ernest Solvay (1838–1922) benannt, der bis 1865 das nach ihm benannte Solvay-Verfahren entwickelte.